# Contea di Dianjiang
La contea di Dianjiang (cinese semplificato: 垫江县; mandarino pinyin: Diànjiāng Xiàn) è un distretto di Chongqing. Ha una superficie di 1.518 km² e una popolazione di 910.000 abitanti al 2006.